# الدوري الأوروغواياني لكرة القدم 2017

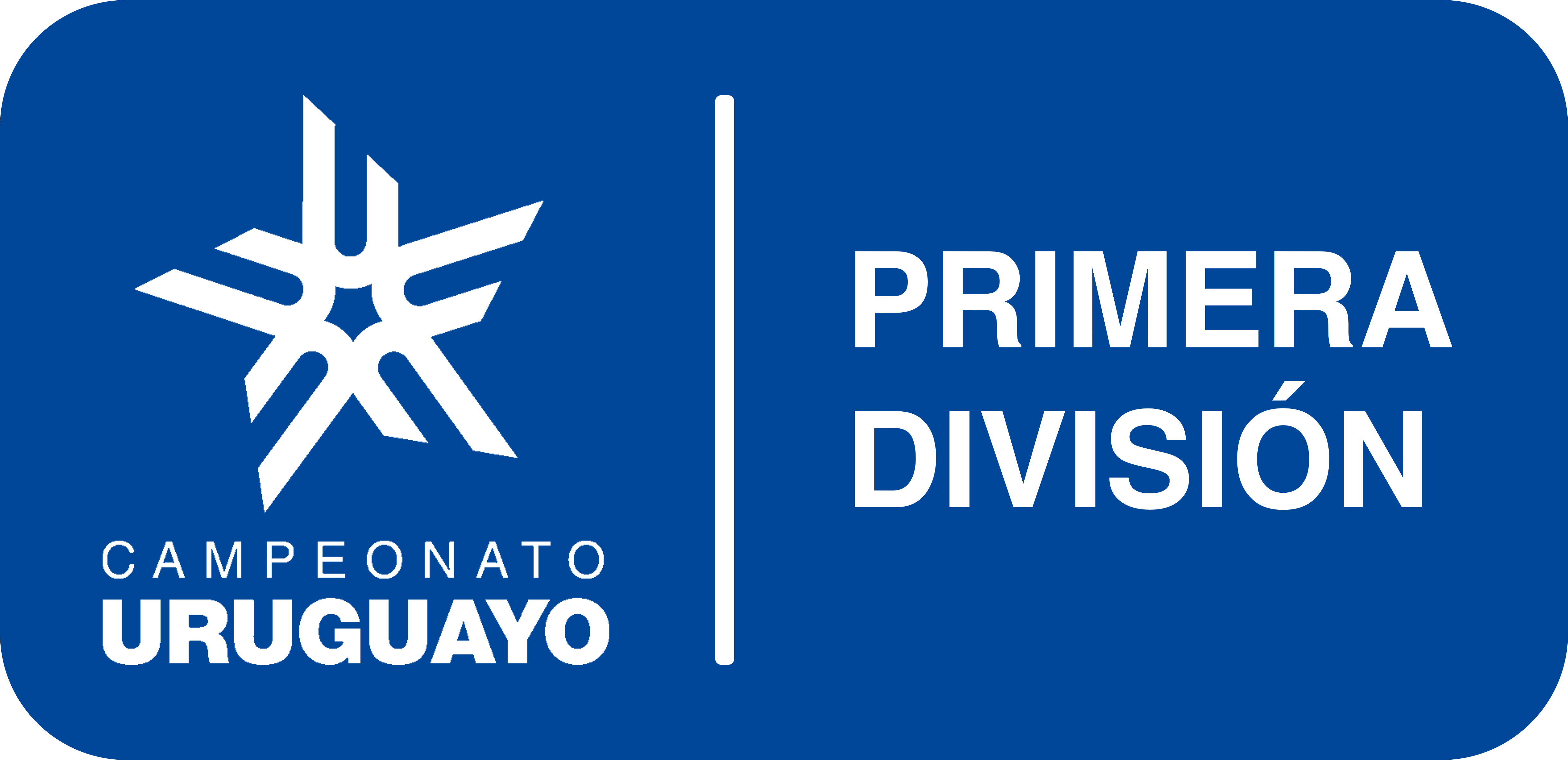
شعار بطولة الدوري الأوروغواياني

الدوري الأوروغواياني لكرة القدم 2017 (بالإسبانية: Campeonato Uruguayo de Primera División 2017) هو الموسم 114 من الدوري الأوروغواياني لكرة القدم. أقيم خلال الفترة 4 فبراير 2017 وحتى 17 ديسمبر 2017، وأشرف على تنظيمه اتحاد أوروغواي لكرة القدم، وكان عدد الأندية المشاركة فيه 16، وفاز فيه بنيارول.